# Dolores Caballero Núñez
Dolores Caballero Núñez (Barajas de Melo, Cuenca, 9 de diciembre de 1890 - ?) fue una profesora, geógrafa y política española.

## Datos biográficos y profesionales
Profesora de estudios primarios desde 1915, ejerció la docencia, preferentemente, en geografía. Primero lo hizo en Salamanca, en la Escuela de Estudios Superiores, después en la Escuela Nacional de Maestros de Albacete, más tarde en la Normal de Maestros de Murcia, donde también llevó adelante la cátedra de Historia y en Ciudad Real.

Es considerada como una enseñante que había asumido los principios renovadores de la educación, sus clases se significaban por incluir trabajos monográficos de los alumnos para que pudiesen confrontar ideas y salidas fuera de las aulas para conocer de primera mano el entorno geográfico. 
Su compromiso la llevó a fomentar la convivencia y relación entre alumnos y alumnas en el proceso de coeducación que la Segunda República quiso extender en los centros educativos con el Plan de Estudios de 1931. Fue de las primeras profesoras que se integró en el Centro de ampliación de estudios pedagógicos para mejorar sus cualidades profesionales.

## Miembro del Partido Socialista Obrero Español
Fue miembro del Partido Socialista Obrero Español (PSOE), casada con Alfonso de la Vega Montenegro, capitán de la marina mercante que sería compromisario para la elección del presidente de la República en 1936, durante su estancia en Murcia (1929-1935) se presentó como candidata del PSOE a diputada en Cortes en las elecciones generales de 1933 sin resultar elegida.

Tras la Guerra Civil se exilió en Panamá, junto con su esposo, donde siguió ejerciendo su profesión como profesora de instituto.